# Beacon Falls
Beacon Falls è un comune di 5.596 abitanti degli Stati Uniti d'America, situato nella Contea di New Haven nello Stato del Connecticut.